# Liste der Nummer-eins-Hits in den USA (1970)
Dies ist eine Liste der Nummer-eins-Hits in den von Billboard ermittelten Charts in den USA (Hot 100) im Jahr 1970. In diesem Jahr gab es einundzwanzig Nummer-eins-Singles und elf Nummer-eins-Alben.

## Singles
| ← 1969 ← | Liste der Nummer-eins-Hits in den USA | Liste der Nummer-eins-Hits in den USA                           | Liste der Nummer-eins-Hits in den USA                                   | 1971 →                    |
| \| Zeitraum \| Wo. ges. \| Interpret \| Titel Autor(en) \| Zusätzliche Informationen \| \| (Zeitraum, Wochen auf Platz eins, Interpret, Titel, Autor[en], zusätzliche Informationen) \| \| \| \| \| \| ----------------------------------------------------------------------------------------- \| -------- \| --------------------------------------------------------------- \| -------------------------------------------------------------------------- \| ------------------------- \| \| 27. Dezember 1969 – 2. Januar 1970 1 Woche (insgesamt 1) \| 1 \| Diana Ross & The Supremes \| Someday We’ll Be Together[1] Jackey Beavers, Johnny Bristol, Harvey Fuqua \| – \| \| 3. Januar 1970 – 30. Januar 1970 4 Wochen (insgesamt 4) \| 4 \| B. J. Thomas \| Raindrops Keep Fallin’ on My Head[2] Burt Bacharach, Hal David \| – \| \| 31. Januar 1970 – 6. Februar 1970 1 Woche (insgesamt 1) \| 1 \| The Jackson Five \| I Want You Back[3] The Corporation \| – \| \| 7. Februar 1970 – 13. Februar 1970 1 Woche (insgesamt 1) \| 1 \| Shocking Blue \| Venus[4] Robbie van Leeuwen \| – \| \| 14. Februar 1970 – 27. Februar 1970 2 Wochen (insgesamt 2) \| 2 \| Sly & The Family Stone \| Thank You (Falettinme Be Mice Elf Agin)[5] Sylvester Stewart \| – \| \| 28. Februar 1970 – 10. April 1970 6 Wochen (insgesamt 6) \| 6 \| Simon & Garfunkel \| Bridge over Troubled Water[6] Paul Simon \| – \| \| 11. April 1970 – 24. April 1970 2 Wochen (insgesamt 2) \| 2 \| The Beatles \| Let It Be[7] John Lennon, Paul McCartney \| – \| \| 25. April 1970 – 8. Mai 1970 2 Wochen (insgesamt 2) \| 2 \| The Jackson Five \| ABC[8] The Corporation \| – \| \| 9. Mai 1970 – 29. Mai 1970 3 Wochen (insgesamt 3) \| 3 \| The Guess Who \| American Woman[9] Randy Bachman, Burton Cummings, Garry Peterson, Jim Kale \| – \| \| 30. Mai 1970 – 12. Juni 1970 2 Wochen (insgesamt 2) \| 2 \| Ray Stevens \| Everything Is Beautiful[10] Ray Stevens \| – \| \| 13. Juni 1970 – 26. Juni 1970 2 Wochen (insgesamt 2) \| 2 \| The Beatles \| The Long and Winding Road[11] John Lennon, Paul McCartney \| – \| \| 27. Juni 1970 – 10. Juli 1970 2 Wochen (insgesamt 2) \| 2 \| The Jackson Five \| The Love You Save[12] The Corporation \| – \| \| 11. Juli 1970 – 24. Juli 1970 2 Wochen (insgesamt 2) \| 2 \| Three Dog Night \| Mama Told Me (Not to Come)[13] Randy Newman \| – \| \| 25. Juli 1970 – 21. August 1970 4 Wochen (insgesamt 4) \| 4 \| The Carpenters \| (They Long to Be) Close to You[14] Burt Bacharach, Hal David \| – \| \| 22. August 1970 – 28. August 1970 1 Woche (insgesamt 1) \| 1 \| Bread \| Make It with You[15] David Gates \| – \| \| 29. August 1970 – 18. September 1970 3 Wochen (insgesamt 3) \| 3 \| Edwin Starr \| War[16] Norman Whitfield, Barrett Strong \| – \| \| 19. September 1970 – 9. Oktober 1970 3 Wochen (insgesamt 3) \| 3 \| Diana Ross \| Ain’t No Mountain High Enough[17] Nickolas Ashford, Valerie Simpson \| – \| \| 10. Oktober 1970 – 16. Oktober 1970 1 Woche (insgesamt 1) \| 1 \| Neil Diamond \| Cracklin’ Rosie[18] Neil Diamond \| – \| \| 17. Oktober 1970 – 20. November 1970 5 Wochen (insgesamt 5) \| 5 \| The Jackson Five \| I’ll Be There[19] The Corporation \| – \| \| 21. November 1970 – 11. Dezember 1970 3 Wochen (insgesamt 3) \| 3 \| The Partridge Family starring Shirley Jones feat. David Cassidy \| I Think I Love You[20] Tony Romeo \| – \| \| 12. Dezember 1970 – 25. Dezember 1970 2 Wochen (insgesamt 2) \| 2 \| Smokey Robinson & The Miracles \| The Tears of a Clown[21] Henry Cosby, Smokey Robinson, Stevie Wonder \| – \| |                                       |                                                                 |                                                                         |                           |
| ← 1969 |                                       |                                                                 |                                                                         | → 1971 →                  |
| Zeitraum | Wo. ges.                              | Interpret                                                       | Titel Autor(en)                                                         | Zusätzliche Informationen |
| (Zeitraum, Wochen auf Platz eins, Interpret, Titel, Autor[en], zusätzliche Informationen) |                                       |                                                                 |                                                                         |                           |
| 27. Dezember 1969 – 2. Januar 1970 1 Woche (insgesamt 1) | 1                                     | Diana Ross & The Supremes                                       | Someday We’ll Be Together Jackey Beavers, Johnny Bristol, Harvey Fuqua  | –                         |
| 3. Januar 1970 – 30. Januar 1970 4 Wochen (insgesamt 4) | 4                                     | B. J. Thomas                                                    | Raindrops Keep Fallin’ on My Head Burt Bacharach, Hal David             | –                         |
| 31. Januar 1970 – 6. Februar 1970 1 Woche (insgesamt 1) | 1                                     | The Jackson Five                                                | I Want You Back The Corporation                                         | –                         |
| 7. Februar 1970 – 13. Februar 1970 1 Woche (insgesamt 1) | 1                                     | Shocking Blue                                                   | Venus Robbie van Leeuwen                                                | –                         |
| 14. Februar 1970 – 27. Februar 1970 2 Wochen (insgesamt 2) | 2                                     | Sly & The Family Stone                                          | Thank You (Falettinme Be Mice Elf Agin) Sylvester Stewart               | –                         |
| 28. Februar 1970 – 10. April 1970 6 Wochen (insgesamt 6) | 6                                     | Simon & Garfunkel                                               | Bridge over Troubled Water Paul Simon                                   | –                         |
| 11. April 1970 – 24. April 1970 2 Wochen (insgesamt 2) | 2                                     | The Beatles                                                     | Let It Be John Lennon, Paul McCartney                                   | –                         |
| 25. April 1970 – 8. Mai 1970 2 Wochen (insgesamt 2) | 2                                     | The Jackson Five                                                | ABC The Corporation                                                     | –                         |
| 9. Mai 1970 – 29. Mai 1970 3 Wochen (insgesamt 3) | 3                                     | The Guess Who                                                   | American Woman Randy Bachman, Burton Cummings, Garry Peterson, Jim Kale | –                         |
| 30. Mai 1970 – 12. Juni 1970 2 Wochen (insgesamt 2) | 2                                     | Ray Stevens                                                     | Everything Is Beautiful Ray Stevens                                     | –                         |
| 13. Juni 1970 – 26. Juni 1970 2 Wochen (insgesamt 2) | 2                                     | The Beatles                                                     | The Long and Winding Road John Lennon, Paul McCartney                   | –                         |
| 27. Juni 1970 – 10. Juli 1970 2 Wochen (insgesamt 2) | 2                                     | The Jackson Five                                                | The Love You Save The Corporation                                       | –                         |
| 11. Juli 1970 – 24. Juli 1970 2 Wochen (insgesamt 2) | 2                                     | Three Dog Night                                                 | Mama Told Me (Not to Come) Randy Newman                                 | –                         |
| 25. Juli 1970 – 21. August 1970 4 Wochen (insgesamt 4) | 4                                     | The Carpenters                                                  | (They Long to Be) Close to You Burt Bacharach, Hal David                | –                         |
| 22. August 1970 – 28. August 1970 1 Woche (insgesamt 1) | 1                                     | Bread                                                           | Make It with You David Gates                                            | –                         |
| 29. August 1970 – 18. September 1970 3 Wochen (insgesamt 3) | 3                                     | Edwin Starr                                                     | War Norman Whitfield, Barrett Strong                                    | –                         |
| 19. September 1970 – 9. Oktober 1970 3 Wochen (insgesamt 3) | 3                                     | Diana Ross                                                      | Ain’t No Mountain High Enough Nickolas Ashford, Valerie Simpson         | –                         |
| 10. Oktober 1970 – 16. Oktober 1970 1 Woche (insgesamt 1) | 1                                     | Neil Diamond                                                    | Cracklin’ Rosie Neil Diamond                                            | –                         |
| 17. Oktober 1970 – 20. November 1970 5 Wochen (insgesamt 5) | 5                                     | The Jackson Five                                                | I’ll Be There The Corporation                                           | –                         |
| 21. November 1970 – 11. Dezember 1970 3 Wochen (insgesamt 3) | 3                                     | The Partridge Family starring Shirley Jones feat. David Cassidy | I Think I Love You Tony Romeo                                           | –                         |
| 12. Dezember 1970 – 25. Dezember 1970 2 Wochen (insgesamt 2) | 2                                     | Smokey Robinson & The Miracles                                  | The Tears of a Clown Henry Cosby, Smokey Robinson, Stevie Wonder        | –                         |

## Alben
| ← 1969 ← | Liste der Nummer-eins-Alben in den USA | Liste der Nummer-eins-Alben in den USA | Liste der Nummer-eins-Alben in den USA      | 1971 →                    |
| \| Zeitraum \| Wo. ges. \| Interpret \| Titel \| Zusätzliche Informationen \| \| (Zeitraum, Wochen auf Platz eins, Interpret, Titel, zusätzliche Informationen) \| \| \| \| \| \| ------------------------------------------------------------------------------ \| -------- \| ---------------------------- \| ----------------------------------------------- \| ------------------------- \| \| 27. Dezember 1969 – 2. Januar 1970 1 Woche (insgesamt 7) \| 7 \| Led Zeppelin \| Led Zeppelin II[22] \| – \| \| 3. Januar 1970 – 16. Januar 1970 2 Wochen (insgesamt 11) \| 11 \| The Beatles \| Abbey Road[23] \| – \| \| 17. Januar 1970 – 23. Januar 1970 1 Woche (insgesamt 7) \| 7 \| Led Zeppelin \| Led Zeppelin II \| – \| \| 24. Januar 1970 – 30. Januar 1970 1 Woche (insgesamt 11) \| 11 \| The Beatles \| Abbey Road \| – \| \| 31. Januar 1970 – 6. März 1970 5 Wochen (insgesamt 7) \| 7 \| Led Zeppelin \| Led Zeppelin II \| – \| \| 7. März 1970 – 15. Mai 1970 10 Wochen (insgesamt 10) \| 10 \| Simon & Garfunkel \| Bridge over Troubled Water[24] \| – \| \| 16. Mai 1970 – 22. Mai 1970 1 Woche (insgesamt 1) \| 1 \| Crosby, Stills, Nash & Young \| Déjà Vu[25] \| – \| \| 23. Mai 1970 – 12. Juni 1970 3 Wochen (insgesamt 3) \| 3 \| Paul McCartney \| McCartney[26] \| – \| \| 13. Juni 1970 – 10. Juli 1970 4 Wochen (insgesamt 4) \| 4 \| The Beatles \| Let it Be[27] \| – \| \| 11. Juli 1970 – 7. August 1970 4 Wochen (insgesamt 4) \| 4 \| Original Soundtrack \| Music from the Original Soundtrack and More[28] \| – \| \| 8. August 1970 – 21. August 1970 2 Wochen (insgesamt 2) \| 2 \| Blood, Sweat & Tears \| Blood, Sweat & Tears 3[29] \| – \| \| 22. August 1970 – 23. Oktober 1970 9 Wochen (insgesamt 9) \| 9 \| Creedence Clearwater Revival \| Cosmo’s Factory[30] \| – \| \| 24. Oktober 1970 – 30. Oktober 1970 1 Woche (insgesamt 5) \| 5 \| Santana \| Abraxas[31] \| – \| \| 31. Oktober 1970 – 27. November 1970 4 Wochen (insgesamt 4) \| 4 \| Led Zeppelin \| Led Zeppelin III[32] \| – \| \| 28. November 1970 – 25. Dezember 1970 4 Wochen (insgesamt 5) \| 5 \| Santana \| Abraxas \| – \| |                                        |                                        |                                             |                           |
| ← 1969 |                                        |                                        |                                             | → 1971 →                  |
| Zeitraum | Wo. ges.                               | Interpret                              | Titel                                       | Zusätzliche Informationen |
| (Zeitraum, Wochen auf Platz eins, Interpret, Titel, zusätzliche Informationen) |                                        |                                        |                                             |                           |
| 27. Dezember 1969 – 2. Januar 1970 1 Woche (insgesamt 7) | 7                                      | Led Zeppelin                           | Led Zeppelin II                             | –                         |
| 3. Januar 1970 – 16. Januar 1970 2 Wochen (insgesamt 11) | 11                                     | The Beatles                            | Abbey Road                                  | –                         |
| 17. Januar 1970 – 23. Januar 1970 1 Woche (insgesamt 7) | 7                                      | Led Zeppelin                           | Led Zeppelin II                             | –                         |
| 24. Januar 1970 – 30. Januar 1970 1 Woche (insgesamt 11) | 11                                     | The Beatles                            | Abbey Road                                  | –                         |
| 31. Januar 1970 – 6. März 1970 5 Wochen (insgesamt 7) | 7                                      | Led Zeppelin                           | Led Zeppelin II                             | –                         |
| 7. März 1970 – 15. Mai 1970 10 Wochen (insgesamt 10) | 10                                     | Simon & Garfunkel                      | Bridge over Troubled Water                  | –                         |
| 16. Mai 1970 – 22. Mai 1970 1 Woche (insgesamt 1) | 1                                      | Crosby, Stills, Nash & Young           | Déjà Vu                                     | –                         |
| 23. Mai 1970 – 12. Juni 1970 3 Wochen (insgesamt 3) | 3                                      | Paul McCartney                         | McCartney                                   | –                         |
| 13. Juni 1970 – 10. Juli 1970 4 Wochen (insgesamt 4) | 4                                      | The Beatles                            | Let it Be                                   | –                         |
| 11. Juli 1970 – 7. August 1970 4 Wochen (insgesamt 4) | 4                                      | Original Soundtrack                    | Music from the Original Soundtrack and More | –                         |
| 8. August 1970 – 21. August 1970 2 Wochen (insgesamt 2) | 2                                      | Blood, Sweat & Tears                   | Blood, Sweat & Tears 3                      | –                         |
| 22. August 1970 – 23. Oktober 1970 9 Wochen (insgesamt 9) | 9                                      | Creedence Clearwater Revival           | Cosmo’s Factory                             | –                         |
| 24. Oktober 1970 – 30. Oktober 1970 1 Woche (insgesamt 5) | 5                                      | Santana                                | Abraxas                                     | –                         |
| 31. Oktober 1970 – 27. November 1970 4 Wochen (insgesamt 4) | 4                                      | Led Zeppelin                           | Led Zeppelin III                            | –                         |
| 28. November 1970 – 25. Dezember 1970 4 Wochen (insgesamt 5) | 5                                      | Santana                                | Abraxas                                     | –                         |